# The Razor's Edge
The Razor's Edge (en España: El filo de la navaja) es una novela romántica del escritor William Somerset Maugham, publicada en 1944. En este libro, Somerset Maugham creó uno de los más fascinantes personajes de su vasto legado literario.

## Trama
La vida del aviador Larry Darrell cambia para siempre cuando un amigo y colega de combate muere al intentar salvarlo. El inexorable misterio de la muerte lo lleva a cuestionar el significado último de la frágil condición humana y a embarcar en una obstinada y redentora odisea espiritual.